# Ліпіни (Ліпновський повіт)
Ліпіни (пол. Lipiny) — село в Польщі, у гміні Вельґе Ліпновського повіту Куявсько-Поморського воєводства.
Населення — 81 особа (2011).
У 1975-1998 роках село належало до Влоцлавського воєводства.

## Демографія
Демографічна структура станом на 31 березня 2011 року:
|          | Загалом | Допрацездатний вік | Працездатний вік | Постпрацездатний вік |
| -------- | ------- | ------------------ | ---------------- | -------------------- |
| Чоловіки | 47      | 14                 | 24               | 9                    |
| Жінки    | 34      | 10                 | 19               | 5                    |
| Разом    | 81      | 24                 | 43               | 14                   |